# Moneda de 1 peseta de 1937
La moneda de 1 peseta de 1937 es la primera moneda de este valor fiduciaria en España, que no está respaldada por un metal precioso, y la única moneda española realizada en latón. De esta moneda se acuñarían 50 millones de piezas.
En el anverso aparece una alegoría de Hispania, representada por una joven con larga melena; no se trata de una representación de la República, que solía ir tocada con el gorro frigio. Junto a esta representación se puede leer la inscripción «República Española», escrita con la «u» mayúscula del latín clásico (REPVBLICA). 
En el reverso se muestra un tallo de vid con una hoja de parra y un racimo de uvas, junto al valor de la moneda (1 peseta) y debajo la fecha (1937).
Estas monedas fueron conocidas como rubias o pesetas de las uvas. También se dijo irónicamente que esta moneda representaba los tres motivos de perdición del hombre: el dinero, las mujeres y el vino.

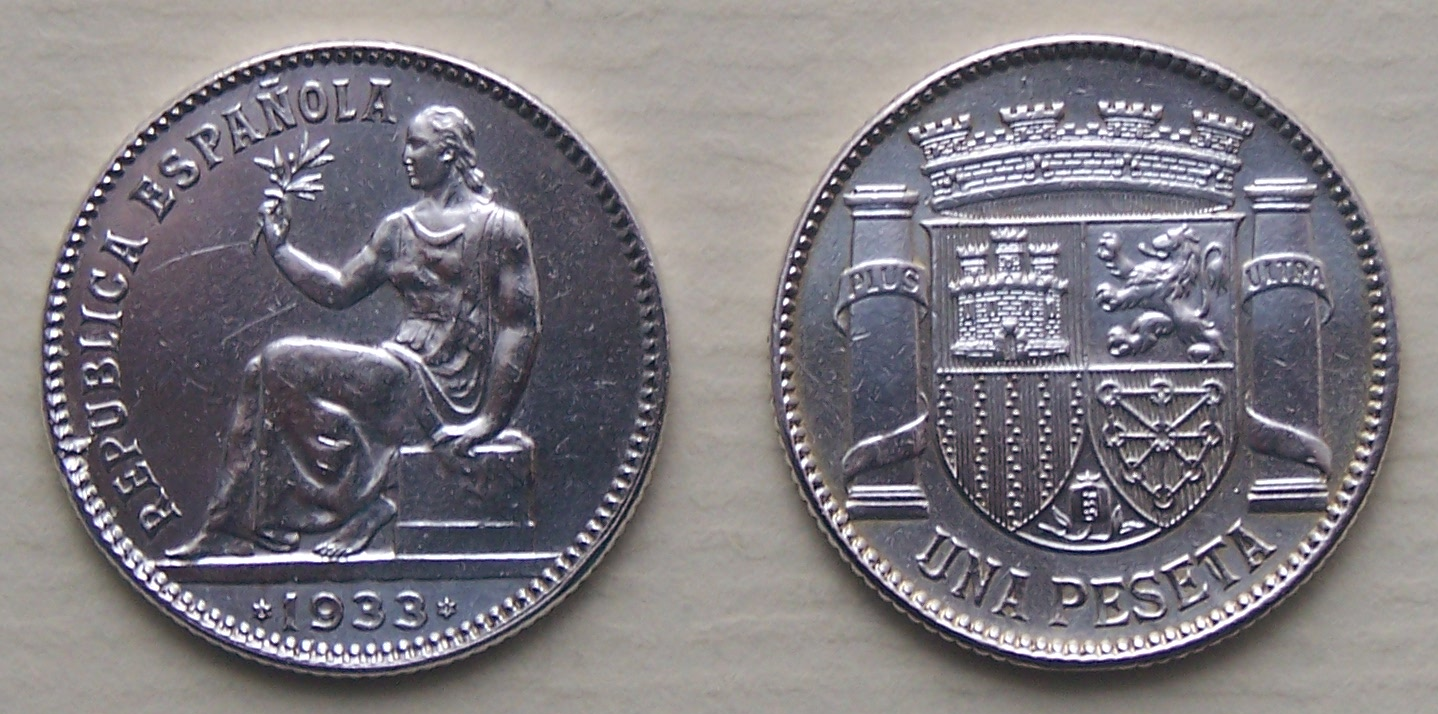
Última moneda de una peseta acuñada en plata (5 gramos), Madrid, 1933, Segunda República Española

En noviembre de 1936 el Gobierno de la República se traslada a Valencia, también el Consejo del Banco de España y la dirección de la FNMT se trasladarían a esta ciudad. Estas monedas serían fabricadas con troqueles de Madrid en la Factoría C, situada en Castellón de la Plana (la Factoría A la constituían las dependencias de Madrid, dedicada a la fabricación de papel del Estado y efectos timbrados; la Factoría B, situada en Valencia, se destinaría a la fabricación de billetes; y la Factoría C fabricó monedas, billetes y material de guerra).
El inicio de la Guerra Civil produjo el acaparamiento de monedas de plata por parte de la población, debido a su valor intrínseco. El níquel y el cobre eran necesarios como materia prima en las fábricas de munición. Por estos motivos las autoridades republicanas se vieron obligadas a acuñar nuevas piezas de valores inferiores o iguales a la peseta. La emisión de estas monedas se decretó el 19 de marzo de 1937, aunque su distribución por el territorio fue muy lenta.